# 埼玉県立不動岡高等学校
埼玉県立不動岡高等学校（さいたまけんりつ ふどうおかこうとうがっこう）は、埼玉県加須市不動岡一丁目に所在する公立の高等学校。
埼玉県の進学指導重点推進校。学校選択問題採用校。以前は「不高」という略称を用いられていたが、近年では略さず「不動岡」と呼ばれることが多い。

## 概要
1886年（明治19年）に私立学校として創立したが、1921年（大正10年）に埼玉県に移管され県立学校となった。埼玉県の高校では最古の歴史を有する。
校是は「質実剛健」「文武両道」。
かつては羽生分校（羽生市）、菖蒲分校（南埼玉郡菖蒲町）、北川辺分校（北埼玉郡北川辺町）、騎西分校（北埼玉郡騎西町）の4分校が設置されていた。これらのうち騎西分校は廃校、他は埼玉県立羽生高等学校、埼玉県立菖蒲高等学校、埼玉県立北川辺高等学校にそれぞれ改称。さらに、昭和45年4月には不動岡女子高等学校（現埼玉県立誠和福祉高等学校）を、不動岡高校敷地内で仮校舎を用意して開校させている。
埼玉・茨城・千葉・群馬・栃木・福島県教育委員会における「隣接県公立高等学校入学志願者取扱協定」により、群馬県や茨城県方面からの入学者もある。
文部科学省によりSSH（スーパーサイエンスハイスクール）、SGH（スーパーグローバルハイスクール）に指定されていた。

## 沿革
- 1886年 - 私立埼玉英和學校として、岡戸勝三郎、堀越寛介、大越栄一郎、坪井久兵衛、田村四郎左衛門、網野長左衛門の六名により、県知事の許可を得て明治19年11月11日に設立される[3]。岡戸は、1880年（明治13年）に廃校となった埼玉県の教員養成学校「不動岡講習学校」の校舎を借り受け、同校の財務主管だった網野らとともに「私立会川中学校」を設立、翌年これが「公立不動岡中学校」に取って替わられ、1885年には近隣中学2校と合併して「北埼玉郡立中学校」となったが、1886年の学校令の「尋常中学は各府県に1校」の定めにより廃校となった[4]。地元に中等教育機関が無くなってしまったことを憂いた岡戸らは寄付と株主制により資金を集め、生徒定員150名、教員6名の私立埼玉英和学校を設立した[4]。開校後財政難が続いたため、公立校への移管を目指した[4]。
- 1894年 - 私立埼玉和英學校に改称。
- 1897年 - 私立埼玉尋常中學校に改称。校章を制定。
- 1899年 - 私立埼玉中學校に改称。
- 1900年 - 埼玉県内最初の秋季運動会開催。
- 1902年 - 野球部創設。
- 1915年 - 校旗と校歌を制定。
- 1921年 - 埼玉県に移管され、名称を埼玉縣立不動岡中學校と改称。
- 1947年 - 学制改革に伴い併設中学校を設置。
- 1948年 - 埼玉県立不動岡高等学校に改称。
- 1950年 - 男女共学実施。
- 1953年 - 第1回学校祭実施。
- 1965年 - ポプラ並木を植樹。
- 1971年 - 第1回徒歩ラリー実施。
- 1985年 - 創立100周年記念式典挙行。
- 1990年 - 外国語科を新設。
- 1996年 - 創立110周年記念式典挙行。
- 2002年 - 90分授業導入。
- 2003年 - オーストラリア・キンガロイ高校、中国・フフホト第2中学と姉妹校提携。
- 2004年 - 県立高校進学指導アドバンスプラン推進校に指定。
- 2005年 - 新校舎竣工。
- 2006年 - 創立120周年記念式典挙行。特別番組「不動120年～過去、今、未来」をテレビ埼玉にて放映。
- 2007年 - セメスター制導入。
- 2010年 - 埼玉県教育委員会進学指導重点推進校に指定。
- 2011年 - 「スーパーサイエンスハイスクール (SSH)」に指定。任期5年より終了。
- 2015年 - 「スーパーグローバルハイスクール (SGH)」に指定。
- 2017年 - 「スーパーサイエンスハイスクール(SSH)」に再指定。
- 2022年 -  外国語科新入生募集停止
- 2023年6月 - 文化祭で新型コロナウイルス感染症の大規模クラスターが発生、150人もの生徒が感染し、学校閉鎖となった[5]。

## 施設・校舎

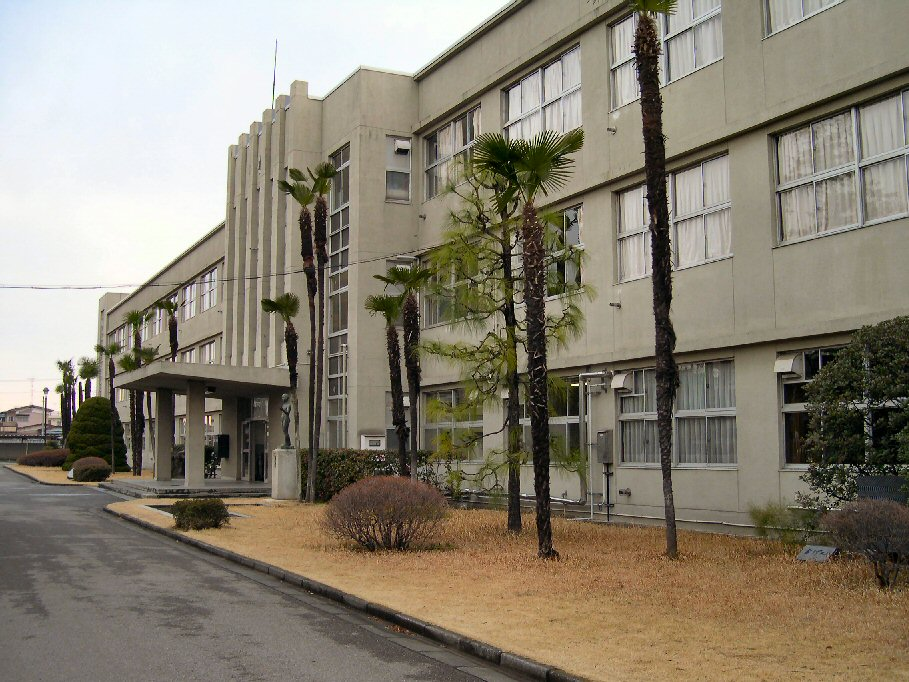
旧校舎の1号館

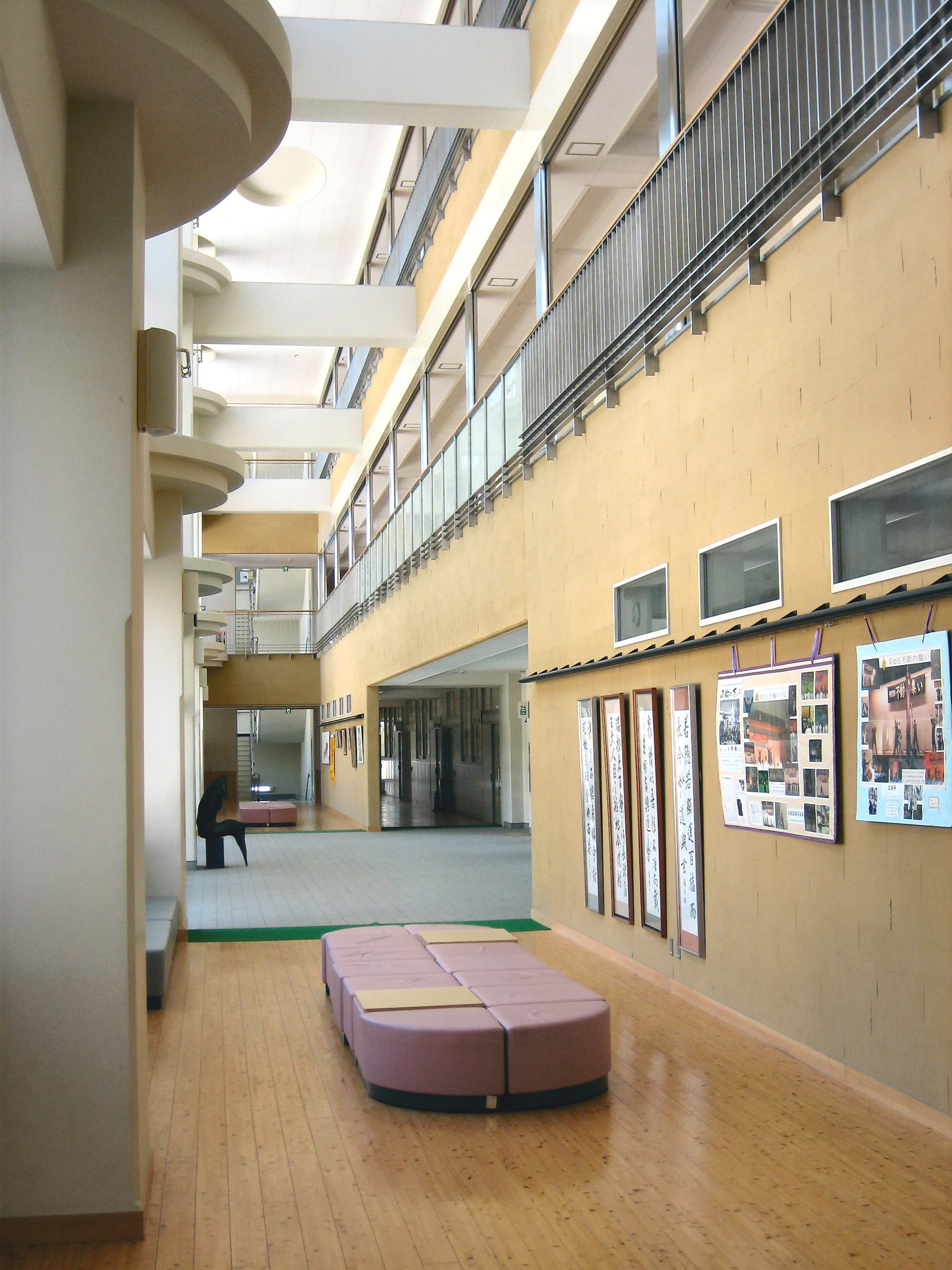
ホームルーム棟内の2階から4階までの吹き抜け

- 敷地面積 59,701.59m2（18,000坪余り）
- 校舎の床面積 13,157m2

2003年から旧校舎取り壊しおよび新校舎建設が始まり、2007年3月に竣工した。
- ホームルーム棟
- 教科・研究棟
- メディア棟（図書館および不動岡ホール）

自家発電用ソーラーパネル設備があり、正面玄関に発電量表示パネルが設置されている。エレベーター2基が整備されている。各教室にエアコン設備が完備されている。
- 外国語科棟
- 体育館
  - 大体育館
  - 小体育館
  - 格技場
- 100周年記念館

100周年記念館および格技場内に宿泊設備があり、長期休業中などに部活動が合宿に使用している。
- 運動部部室棟
- 50mプール
- グラウンド
  - 北グラウンド（陸上300mトラック設置）
  - 西グラウンド
  - 東グラウンド
- テニスコート（2箇所）
- バレーコート

ポプラ並木
学校のシンボルの一つ。校舎と東グラウンドの間にあった。1965年に、校庭東側桜並木の老化のため、伐採した後に植樹されたが、2009年に倒木の恐れが出たために健常な1本を残して伐採された。その際にお別れの会が催された。
天体ドーム
新校舎建設と共に新しくさらに高性能な直径20cmの屈折望遠鏡が設置され、主に地学の授業と天文部で活用。

## 学校行事
市中パレード
6月の第1週に行われる学校祭のオープニングとして、加須市街をパレードする。生徒会、吹奏楽部などが中心となり、各部活・クラスの代表が仮装して市内を練り歩く。2010年には加須警察署と連携し、暴走族・薬物追放の街頭キャンペーンを行った。
文化祭
毎年6月に実施。1983年までは毎年9月に行われていた。毎年生徒からテーマを募り、それに準じた学校祭名が付けられる。
学校祭期間には各団の3年生が、話題の人物などをモチーフにして、縦6ｍ、横4ｍの大きさの団旗を制作する。完成した計9枚の団旗は、学校祭期間中、校舎の壁面に吊り下げられる。団旗の制作は1980年頃から始まった。過去にはジャンヌ・ダルクやダイアナ妃が描かれ、英国大使館による取材も行われた。
体育祭
毎年6月、文化祭の直前に実施。1年生から3年生までの組をクラス関係なくまとめた9つの「団」で競い合う。

## 学校生活
校歌・応援歌
- 校歌（河野省三作詞・楠美恩三郎作曲）
- 第一応援歌
- 第二応援歌「若き血潮」
- 第三応援歌「不動の闘志」（石原竹彦作曲）

通学手段
- 最寄り駅：東武伊勢崎線 加須駅
- 最寄バス停：朝日バス「不動岡高校前」（加須駅～加須車庫）

学校近辺に住む生徒は徒歩で、春日部・久喜・羽生方面からは東武伊勢崎線、蓮田・栗橋・古河方面からはJR宇都宮線、騎西・鴻巣方面からは朝日バス（鴻巣駅～加須駅～加須車庫）を利用して通学してくる。バス停留所は少々離れた場所にあったが2018年3月26日に経路変更し、学校の近くに停留所が新設された。
自転車通学者も多い。市内（合併前の旧3町域も含む）はもとより、行田・鴻巣などの遠方から通学する生徒もいる。
制服
男子は一般的な黒の詰め襟学生服、女子は冬は黒のブレザーで中にジャンパースカート。男女ともに夏は上着を着用しなくてもよい。
授業
2001年度から導入された週3日の90分授業は2006年度をもって廃止され、2007年度より65分5時限授業制になった。2009年度からは隔週で土曜授業（3時限）がある。2018年度からは50分授業制（月・水は7時限、火・木・金は6時限）、土曜授業は4時限になった。
生徒会活動・部活動

### 運動部
卓球部 サッカー部 女子ソフトテニス部 女子テニス部 男子ソフトテニス部 男子テニス部 野球部 陸上競技部 ラグビー部 応援部 剣道部 女子バスケットボール 男子バスケットボール 男子バレーボール 女子バレーボール チアダンス部 水泳部 男子バドミントン部 女子バドミントン部　山岳部

### 文化部
吹奏楽部 演劇部 音楽部 天文部 理科学部 化学部 写真部 新聞部 放送部 文芸部 筝曲部 茶道部 華道部 書道部 ESS部 図書部 競技かるた部 クッキング同好会 軽音楽同好会 JRC同好会 漫画研究同好会 ダンス同好会
- 運動部は21、文化部は22（いずれも同好会を含む）。
- 応援部は旧制中学の流れを汲む埼玉県六校応援団連盟に加入し、埼玉県立の浦和高校・川越高校・熊谷高校・春日部高校・松山高校の各応援部と合同で毎年1回、「日輪の下に」を催している。また、これら六校は対戦時に六大学系の応援を行う申し合わせになっている。
- 剣道部（男子）は全国大会（インターハイ）にもたびたび出場している。とくに、全国高校総体埼玉県予選会では、5連覇を含む16回もの優勝回数（歴代1位）を誇る。また、昭和33年度にはインターハイ準優勝という現在でも県内最高となる成績を挙げている。近年は私学の台頭に押され、昭和57年度を最後に優勝から遠ざかっているが、最近は平成7-9、11年度に3位入賞などの成績である。（最近11年間で7回の関東大会出場等）。
- 陸上競技部は1919年（大正8年）創部。以来、全国大会（インターハイ、国民体育大会等）で優勝・準優勝者や入賞者（1989年までは6位、1990年（平成2年）以降は8位まで）を多数輩出している。主な成績は次の通り。
  - インターハイ連続出場－32年間（1951年～1982年）
  - インターハイ優勝－男子ハンマー投（1961年）、男子棒高跳（1975年、2009年）
  - インターハイ準優勝－男子棒高跳（1965年,2010年）
  - 国民体育大会優勝－高校男子ハンマー投（1961年）、少年男子B棒高跳（1980年）、少年男子共通棒高跳（2010年）
  - 国民体育大会準優勝－高校男子棒高跳（1965年）少年男子A棒高跳（1975年）、少年女子共通棒高跳（2006年,2011年）
- 新聞部は1950年創部。読売新聞や毎日新聞、テレビ埼玉等に採り上げられたことがある。また2012年の元旦には埼玉新聞の一面を担当している。5年連続で県知事ふ賞（最優秀賞）を受賞。全国高校新聞コンクールにおいても、5年連続で全国から10校のみ選ばれるという優秀賞を受賞。全国高校総合文化祭には8年連続で出場。
- 理科学部はアマチュア無線の国内4大コンテスト、6m&DownのPMA部門で全国優勝した（2007年）
- 箏曲部は2009年、2010年と連続で全国高等学校総合文化祭（全国大会）に出場。また第34回高校邦楽祭において第一位 金賞埼玉県高等学校文化連盟賞を受賞。

## 大学合格状況
- 国公立大学は例年80名程度。現役合格率は84.2%（2010年度）[10]。

## 著名な出身者
政治
- 畑和 - 衆議院議員・元埼玉県知事
- 栗原浩 - 元埼玉県知事
- 青木正 - 衆議院議員・自治庁長官
- 野中英二- 衆議院議員・国土庁長官 （中退、転学）
- 小島慶三 - 参議院議員・通商産業省審議官
- 松本真平 - 衆議院議員・日東製粉社長
- 三ッ林隆志 - 衆議院議員
- 小島卓 - 元埼玉県白岡市長
- 大橋良一 - 元埼玉県加須市長
- 河田晃明 - 埼玉県羽生市長
- 角田守良 - 埼玉県加須市長

官界
- 三田一也 - 海上保安庁警備救難監、日本海事検定協会会長。東京商船学校（現東京海洋大学海洋工学部）を首席で卒業。
- 鳥海誠司 - 陸上自衛隊西部方面総監

教育
- 佐伯梅友 - 国文学者（東京教育大学名誉教授・小学館国語辞典編）
- 谷山豊 - 数学者（フェルマーの最終定理「谷山予想」）
- 河野省三 - 國學院大學総長・校歌の作詞者・神主
- 竹内健蔵 - 交通経済学者（東京女子大学教授、国土交通省交通政策審議会会長代理）
- 島岡未来子 - 早稲田大学教授。専門は経営学。
- 稲葉知士 - 早稲田大学国際教養学部教授。専門は固体地球科学

芸術・文化
- 石川哲彦（LindaAI-CUE） - サウンドエンジニア、作曲家
- 斎藤与里（中退） - 洋画家・美術評論家（東光会の創設。代表作「収穫」（加須市蔵）/「朝」（埼玉県近美蔵））・加須市名誉市民第1号
- 根本要 - 歌手（スターダストレビューのリーダー、ボーカル・ギター担当）
- 柿沼清史 - 歌手（スターダストレビューのベース担当）
- さとうふみや - 漫画家
- 小林清志 - 俳優、声優[11]

マスコミ
- 柿沼郭 - 元NHKアナウンサー
- 深川仁志 - NHKアナウンサー
- 早川美幸 - 元静岡第一テレビアナウンサー
- 尾山憲一 - 元読売テレビ元アナウンサー
- 川尻友紀子 - 元東北放送アナウンサー
- 森本尚太 - 元毎日放送アナウンサー
- 弓木春奈 - 気象予報士

スポーツ
- 野本喜一郎 - 元プロ野球選手・野球監督
- 野本怜菜 - 女子競輪選手